# Hornouherské knížectví
Hornouherské knížectví (maďarsky Felső-Magyarországi Fejedelemség) nebo z pohledu Osmanských Turků Středouherské knížectví (turecky Orta Macar Prensliği) byl krátce existující vazalský stát Osmanské říše, založený 19. listopadu 1682 na území Horních Uher (dnešní Slovensko), kterému vládl jako vzdoropanovník Habsburků vůdce protihabsburského stavovského povstání Imrich Tököly, kníže sedmihradský a kníže hornouherský, resp. král Horních Uher. Osmanská říše ho titulovala král, on sám se označoval jako kníže. Svými současníky byl přezdíván jako slovenský král (maďarsky tót király) nebo kurucký král.
Po zdrcující osmanské porážce v bitvě u Vídně (1683) bylo jím vedené povstání v letech 1683 až 1685 postupně zlikvidováno habsburskými vojsky a Tököly byl nucen uprchnout z Uher, což znamenalo zánik i jeho Hornouherského knížectví. V následujících letech byl několikrát podezříván ze strany Osmanů, byl dokonce i uvězněn, ale poté se opět ujal velení nad tureckými vojsky v Sedmihradsku proti Habsburkům a byl střídavě úspěšný. Ztracené území se mu získat zpět již nepodařilo.

## Galerie

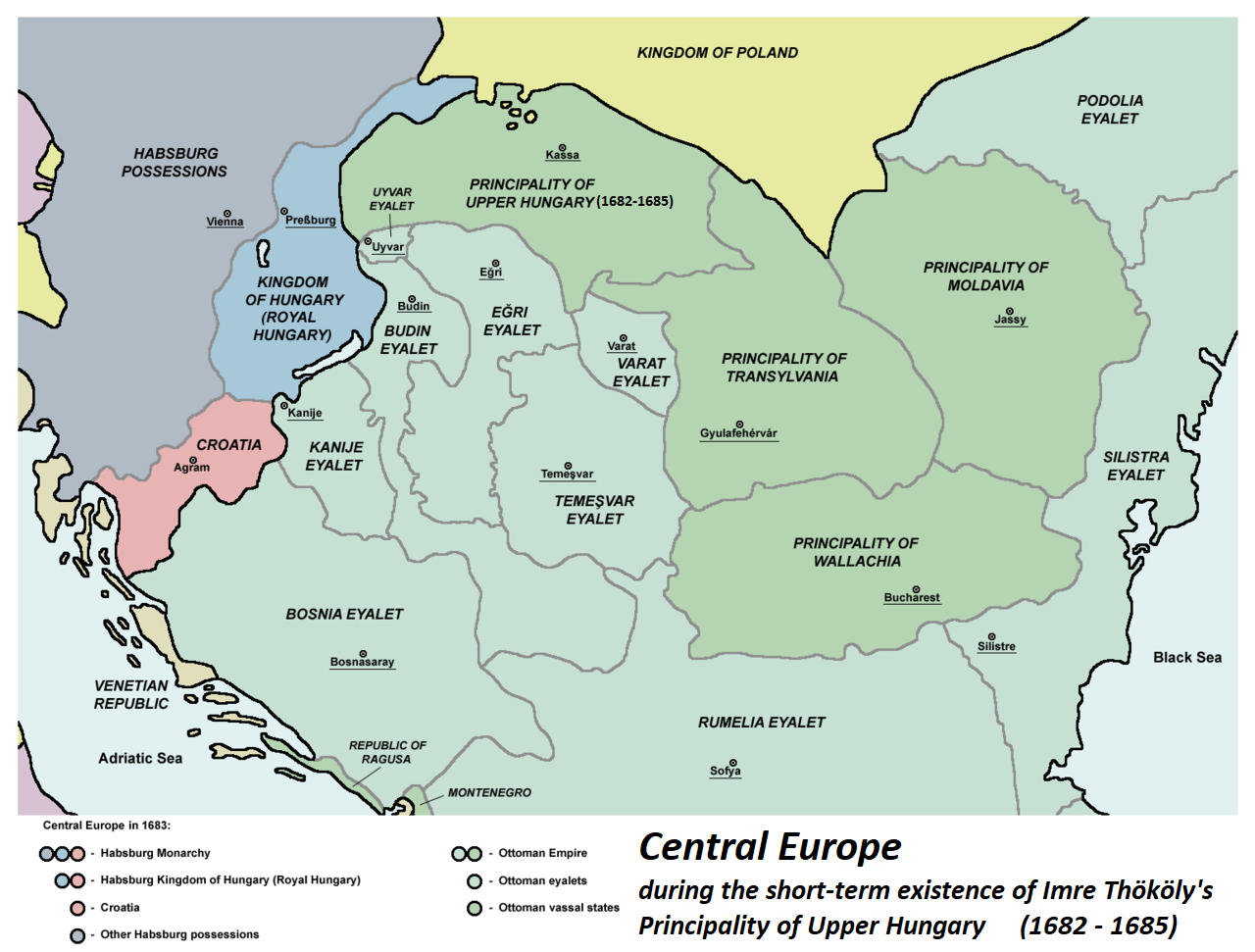
Hornouherské knížectví (nejsevernější útvar tmavě zeleně) spolu s dalšími vazalskými státy a (světle zeleně) provinciemi Osmanů v roce 1683.
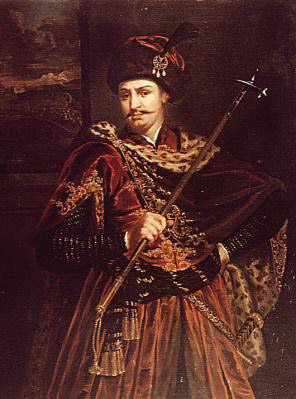
Imrich Tököly
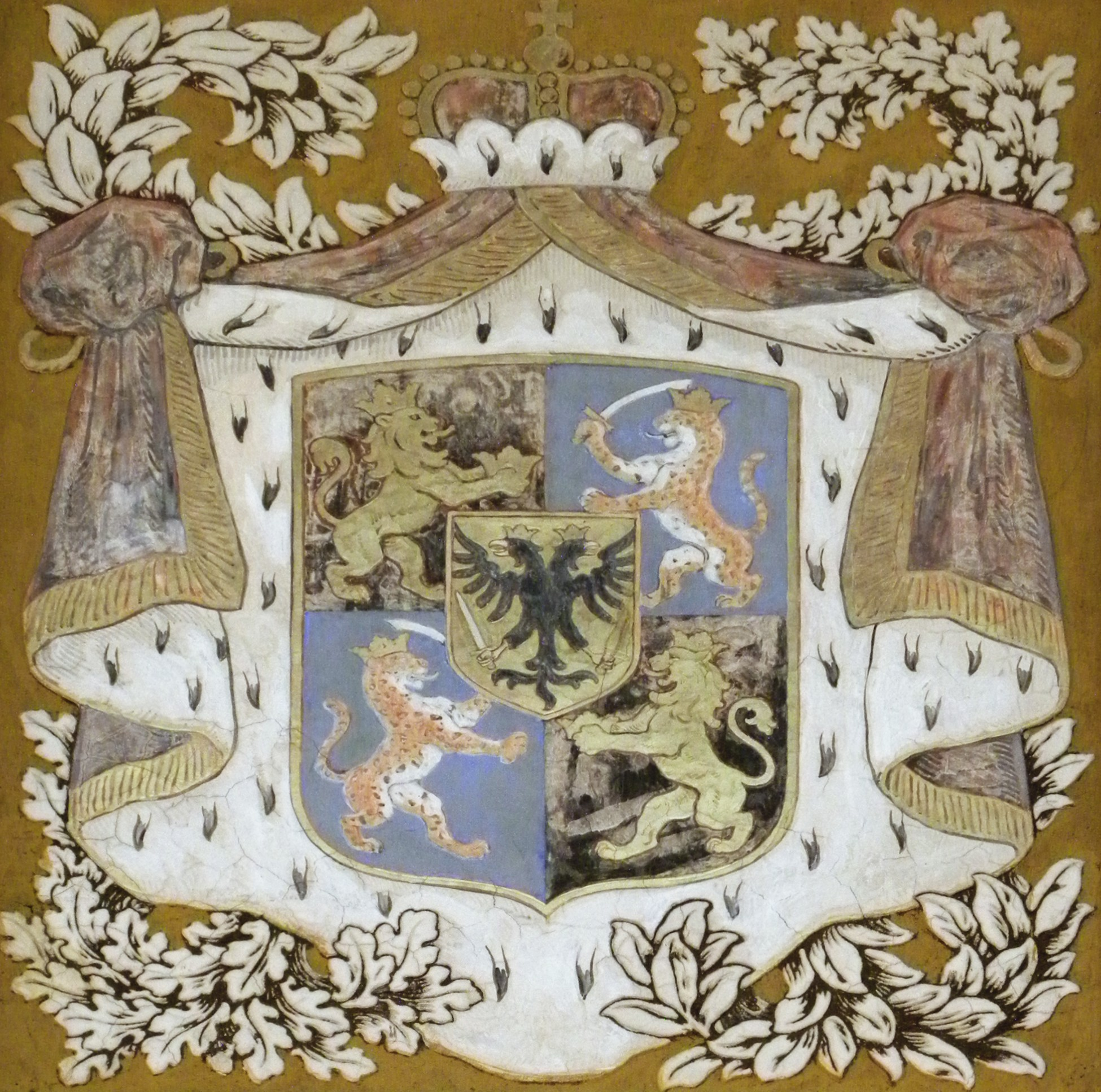
Znak Imricha Tökolyho